# Casablanca (film)

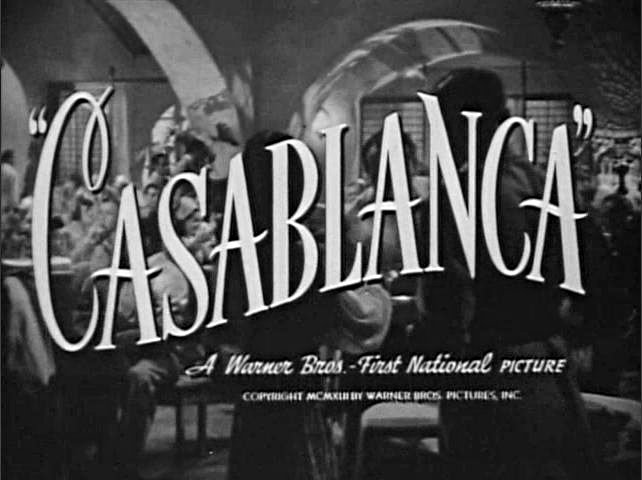
Filmtitels

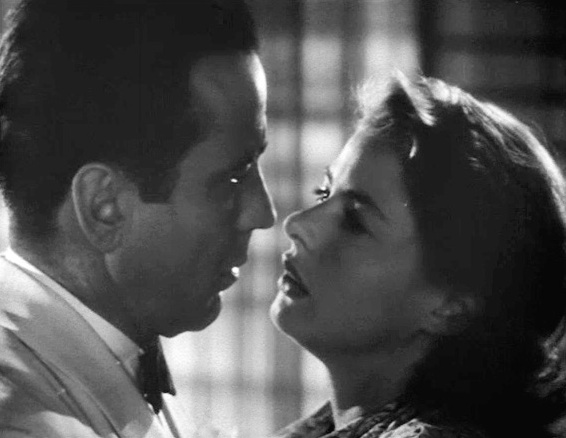
Humphrey Bogart en Ingrid Bergman

Casablanca is een Amerikaanse romantische dramafilm uit 1942, geregisseerd door Michael Curtiz en met Humphrey Bogart en Ingrid Bergman in de hoofdrollen. De film is gebaseerd op het toneelstuk Everybody Comes to Rick's (1940), geschreven door de Amerikanen Murray Burnett en Joan Alison, van wie Warner Brothers de rechten kocht.
Hoewel het een A-film was met bekende acteurs in de hoofdrollen, had niemand verwacht dat de film een groot succes zou worden. De productie en uitgave ervan waren te gehaast om te kunnen profiteren van de publiciteit rondom Operatie Torch. Casablanca werd echter een groot succes.

## Verhaal
De film speelt zich af tijdens de Tweede Wereldoorlog in de door de Vichy-regering van Frankrijk gecontroleerde Marokkaanse stad Casablanca. Rick Blaine, een man met een schimmig verleden, heeft hier een beroemde nachtclub met een casino. Op een dag komt een zekere Ugarte in het café van Rick met reisdocumenten waarmee de drager vrijelijk door nazi-Duitsland of naar het buitenland kan reizen. Hij geeft de papieren in bewaring aan Rick, wordt vervolgens opgepakt door politiecommandant Louis Renault en sterft hierna in de cel. Niemand weet nu dat Rick over de waardevolle documenten beschikt.
Hierna verschijnen Ilsa Lund en haar man Victor Laszlo in het café. Ilsa ziet Rick's vriend en huispianist Sam en vraagt hem om "As Time Goes By" te spelen. Rick stormt naar hem toe, woedend dat Sam zijn bevel om dat lied nooit meer uit te voeren, heeft genegeerd en is vervolgens stomverbaasd om Ilsa terug te zien.
Ilsa is een vroegere geliefde van Rick in Parijs en Victor is een verzetsleider die op de vlucht is. Ze hebben zulke papieren hard nodig om naar het neutrale Portugal en daarna naar de Verenigde Staten te vluchten. De Duitse majoor Heinrich Strasser weet van het plan en komt naar het café om de overdracht te voorkomen en maakt duidelijke afspraken met politiechef Louis Renault. Laatstgenoemde sluit vervolgens de populaire nachtclub voor 2 weken wegens illegaal gokken.
Rick komt nu in conflict met zichzelf: hij kan Victor en Ilsa de papieren geven, zodat zij kunnen vluchten, hij Ilsa kan verleiden en overhalen om samen met hem naar Amerika te vertrekken, of hij kan de papieren voor veel geld verkopen. Hij moet, zoals in de film gezegd, kiezen tussen liefde en plicht. Wanneer het café leeg is, eist Ilsa de papieren op onder bedreiging van een pistool. Rick ontkent dat hij deze heeft en Ilsa durft niet te schieten. Hierna biecht ze op dat ze nog steeds verliefd op hem is. Rick verkoopt zijn nachtclub aan zijn grote rivaal en trekt zijn plan.
Victor wordt vervolgens opgepakt door politiecommandant Renault. Rick weet Renault echter zover te krijgen Victor nu vrij te laten om hem dan later te kunnen oppakken wegens het bezit van de reisdocumenten. Op het moment dat Victor de papieren heeft en Renault hem weer wil arresteren, weet Rick dit te voorkomen door hem met een wapen te bedreigen. Met z'n vieren rijden ze naar het vliegveld. Wanneer majoor Heinrich Strasser vervolgens op het vliegveld verschijnt, wordt deze door Rick doodgeschoten.
Als het vliegtuig van Ilsa en Victor vertrekt, laat Louis een andere kant van zichzelf zien. Hij stelt Rick voor om samen naar Brazzaville te vertrekken om zich daar aan te sluiten bij het Franse verzet.

## Rolverdeling

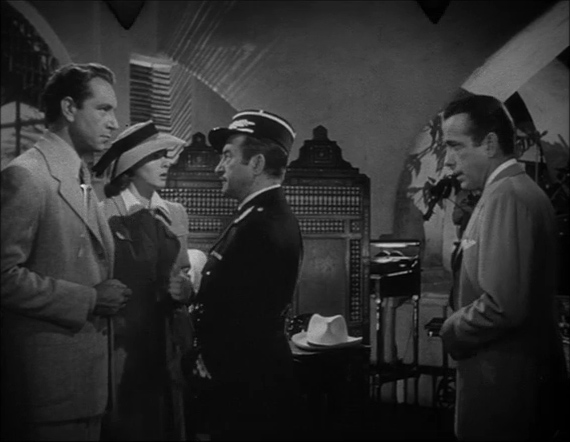
Acteurs uit Casablanca, v.l.n.r.: Paul Henreid, Ingrid Bergman, Claude Rains en Humphrey Bogart

| Acteur             | Personage                                     |
| ------------------ | --------------------------------------------- |
| Humphrey Bogart    | Rick Blaine                                   |
| Ingrid Bergman     | Ilsa Lund                                     |
| Paul Henreid       | Victor Laszlo                                 |
| Claude Rains       | Politie-prefect Louis Renault                 |
| Conrad Veidt       | Majoor Heinrich Strasser                      |
| Sydney Greenstreet | Ferrari                                       |
| Peter Lorre        | Ugarte                                        |
| S.Z. Sakall        | Carl                                          |
| Madeleine Lebeau   | Yvonne                                        |
| Dooley Wilson      | Sam                                           |
| Joy Page           | Annina Brandel                                |
| John Qualen        | Berger                                        |
| Leonid Kinskey     | Sascha                                        |
| Curt Bois          | Gauwdief                                      |
| Marcel Dalio       | Emil, de croupier van 'Rick's Cafe Americain' |

## Scenario

### Everybody comes to Rick's
De brontekst voor het scenario van Casablanca was Everybody Comes to Rick's, geschreven door Murray Burnett en Joan Alison. Burnett, een Amerikaanse Jood, erfde in 1938 een aanzienlijke som geld van een oom en besloot die te gebruiken om samen met zijn vrouw haar familie in Europa te gaan bezoeken. In de zomer van dat jaar reisde het koppel naar Antwerpen. Daar aangekomen werd de jonge Amerikaan gevraagd naar Wenen te gaan om daar familie te gaan helpen. Na de Anschluss was het Weense Joden namelijk verboden om, indien ze het land wilden verlaten, kostbare bezittingen met zich mee te nemen. Op het Amerikaans consulaat werd dit hem ten stelligste afgeraden (aangezien hij zelf ook Joods was): men gaf hem een speld met de Stars and Stripes en maande hem aan in Oostenrijk geen voet op straat te zetten zonder dat symbool zichtbaar te dragen. In Wenen zag hij tot zijn ontzetting hoe de nazi's bezig waren met de discriminatie en vernedering van Joden. Het echtpaar Burnett slaagde erin een grote hoeveelheid kostbaarheden het land uit te smokkelen door ze op hun lichaam te dragen (Frances, Murrays vrouw, droeg midden in de zomer een bontjas en Murray droeg dure ringen aan elke vinger).
Later bezocht hij een nachtclub in het zuiden van Frankrijk, waar hij niet alleen een Afro-Amerikaanse pianist aantrof, maar ook bezoekers van verschillende nationaliteiten. Hij verwerkte zijn ervaringen in het stuk. Het personage Ilsa heet dan nog Lois Meredith. Lois ontmoet Laszlo na haar affaire met Rick in Parijs. Deze laatste is dan nog geen nachtclubeigenaar maar een advocaat. Het scenario circuleerde bij verschillende studio's en er werd verschillend over de kwaliteit gedacht. Filmanalist Stephen Karnot van Warner Bros. noemde het "intellectuele mooidoenerij". Samuel Marx van MGM bood de schrijvers 5000 dollar, maar werd teruggefloten door zijn baas Louis B. Mayer. Ondanks het negatieve oordeel van Karnot kocht Warner Bros. toch de rechten. Jack Warner werd door Irene Lee van de scenarioafdeling overgehaald de rechten te kopen voor 20 000 dollar in januari 1942. Dat was tot dan toe het hoogste bedrag betaald voor de rechten van een nog niet in productie genomen toneelstuk.

### De scenaristen
De werktitel van het scenario was Everybody is coming to Rick's maar werd al snel omgezet in Casablanca, vermoedelijk in navolging van de filmhit Algiers uit 1938. Æneas MacKenzie en Wally Kline schreven de eerste versie van het scenario. Na zes weken verdwenen zij en kwamen Julius en Philip Epstein opdraven. Zij waren verantwoordelijk voor de invulling van het personage van Renault en de achtergrond van Rick. Om plausibel te maken dat Rick zich teruggetrokken heeft in Casablanca en zich niet gemeld heeft voor het Amerikaanse leger, situeerden deze nieuwe scenarioschrijvers de gebeurtenissen voor de aanval op Pearl Harbor op 7 december 1941. Daarnaast veranderden zij de achtergrond van Rick. Hij was niet langer een advocaat, maar een nachtclubeigenaar met een vaag verleden. De reden waarom Rick niet meer terug kan naar de VS wordt in de film niet duidelijk. De Epsteins gaven toe dat zij ook geen reden konden verzinnen, uiteindelijk hielden ze de reden met opzet vaag. De broers waren ook verantwoordelijk voor het toevoegen van meer komische elementen. Na een tijdje werd Howard Koch als extra tekstschrijver aangetrokken. Hij schreef ook aan het scenario, maar apart van de Epsteins. Hij voegde meer politieke en melodramatische elementen toe. Casey Robinson en Lenore J. Coffee werden voor een aantal weken ingehuurd om de verschillende versies te herschrijven. Robinson assisteerde ook bij het schrijven van een aantal scènes tussen Ilsa en Rick in de nachtclub. Robinson en Coffee ontbreken overigens op de aftiteling. Een van de zaken die de scenarioschrijvers klakkeloos uit het toneelstuk overnamen, zijn de doorgangspapieren van Vichy-Frankrijk die zo'n belangrijke rol spelen. In werkelijkheid bestonden deze papieren helemaal niet. Een gezocht verzetsstrijder als Laszlo zou zonder meer gearresteerd zijn, ook al had hij duizend doorgangspapieren.

### Censuur en bemoeienis
Regisseur Michael Curtiz probeerde zich ook herhaaldelijk met het scenario te bemoeien. Hij wilde meer romantische scènes en stond er op dat de scènes in Parijs in de film bleven. Er was ook externe bemoeienis. Zo wilde Warner Bros. de film in zo veel mogelijk landen distribueren en om die reden komen alle schurken uit de film uit Duitsland en Italië, de landen waarmee de VS in oorlog was. Ook de censuur sprak een woordje mee. Joseph Breen van de Production Code Administration (de door filmindustrie in Hollywood zelf opgelegde censuur, de Hays Code) had een aantal bezwaren. Zo mocht kapitein Renault geen seksuele gunsten afpersen van zijn slachtoffers en was het niet toegestaan dat Ilsa en Rick als ongehuwden in Parijs met elkaar geslapen hadden. Verder moest de uitspraak van Renault, "you enjoy war. I enjoy women" veranderd worden in "you like war. I like women", om te voorkomen dat de zeden zouden worden gekwetst. Een andere tekst waar Breen bezwaar tegen maakte was de uitspraak van Ilsa, "Victor Laszlo is my husband, and was, even when I knew you in Paris". Het scenario werd aangepast en Ilsa zegt in de film dat ze dacht dat Laszlo dood was toen ze met Rick in Parijs was. Dit was voldoende voor de censuur om hun bezwaar in te trekken. Een van de redenen dat het toneelstuk alleen maar dienstdeed als basisverhaal was met name het personage van Ilsa of Lois zoals ze aanvankelijk heette. De Ilsa uit het toneelstuk slaapt met zowel Rick als Laszlo en is met geen van beiden gehuwd. Ze was namelijk al gehuwd met een Amerikaanse zakenman en een van de redenen dat ze door Rick wordt afgewezen is juist haar huwelijk. Al deze 'pikante' ontwikkelingen konden echter voor de filmcensuur niet door de beugel.

### Het voltooide scenario
Drie dagen voor de opnames begonnen, leverden de Epsteins hun bijdrage aan het scenario in. Hun collega Howard Koch deed er langer over. Toen de opnames al twee weken bezig waren, kwam hij met zijn versie van het scenario. Het is een mythe dat de film in chronologische volgorde werd opgenomen omdat het scenario pas op de helft van het draaischema gereed was. Wel werden er steeds veranderingen opgenomen en moesten Koch en de Epsteins voortdurend komen opdraven als er weer eens herschrijvingen nodig waren. Ook is het een fabeltje dat Ingrid Bergman tot aan het einde van de film onwetend zou zijn over het personage met wie ze Casablanca zou ontvluchten, Rick of Laszlo. De censuur zou nooit hebben toegestaan dat de met Laszlo getrouwde Ilsa ervandoor gaat met Rick. Het einde van de film komt geheel overeen met het einde van het toneelstuk. Ook daar stuurt Rick zijn geliefde Ilsa met Laszlo naar het vliegtuig. Tijdens het schrijven van het scenario werd wel overwogen om Laszlo te laten sneuvelen zodat Rick met Ilsa kon vluchten, maar dit werd al snel opgegeven. Juist het idee van de liefdesdriehoek waarbij Rick zich opoffert maakt de film tot wat hij is. Het moest alleen plausibel worden gemaakt waarom Ilsa Rick opgeeft voor Laszlo. Om die reden werd het einde herhaaldelijk herschreven. Dit maakte actrice Ingrid Bergman zo onzeker dat ze later verklaarde dat ze niet meer wist of ze nu verliefd moest zijn op Laszlo of Rick. Even was er nog sprake van een ander einde aan de film. Rick, Renault en een detachement soldaten van Free French Forces zouden worden gefilmd aan boord van een schip dat meedoet aan de invasie in Noord-Afrika. Claude Rains was echter niet meer beschikbaar en eigenlijk vond iedereen het zonde om het oorspronkelijke einde te veranderen. Dus werd het idee snel losgelaten.

### Citaten
Zes citaten uit de film werden toegevoegd aan de top 100 van filmcitaten van het American Film Institute. Dit is het hoogste aantal citaten uit één film. De citaten zijn:
- Here's looking at you, kid.
- Louis, I think this is the beginning of a beautiful friendship.
- I stick my neck out for nobody.
- Of all the gin joints in all the towns in all the world, she walks into mine.
- Round up the usual suspects.
- We'll always have Paris.

Het beroemde citaat "Play it again, Sam" komt in de film niet voor. Ilsa zegt tegen de pianist: "Play it once, Sam, for old times' sake". Rick zegt later: "You played it for her, you can play it for me. Play it!". Maar nergens wordt gezegd, "Play it again, Sam". Desondanks werd "Play it again, Sam" het beroemdste citaat uit de film. Woody Allen schreef later een filmscenario met een eerbetoon aan Casablanca onder de titel Play it again, Sam. 
Een ander citaat dat weleens verkeerd wordt geciteerd is, "Louis, I think this is the beginning of a beautiful friendship". Het wordt dan foutief geciteerd als "This could be the beginning of a beautiful friendship" of "I think this is the start of a beautiful friendship". De tekst is overigens bedacht door producer Hal B. Wallis toen de film al af was en werd in de post-productie door Bogart ingesproken.
Het citaat "Here's looking at you, kid" komt van Bogart zelf. Hij gebruikte het al eerder in films. Het gerucht gaat dat hij de zin vaak tegen Ingrid Bergman zei toen hij haar leerde pokeren tijdens de filmopnames.

## Productie

### Casting
Humphrey Bogart was de logische keuze van producent Hal B. Wallis voor de rol van Rick. In een eerder stadium had Jack Warner de rol aangeboden aan acteur George Raft, maar die had geweigerd. Toen Wallis Bogart had gekozen, begon Raft toch interesse te krijgen voor de rol en hij probeerde Jack Warner over te halen om hem toch te kiezen. Warner bleef echter achter zijn producer staan en de rol ging naar Bogart. Andere kandidaten waren er niet. Ook Ronald Reagan was nooit een serieuze kandidaat. De geruchten dat hij Rick zou spelen zijn vermoedelijk de wereld in geholpen door een persagent die de naam van Reagan in de publiciteit wilde houden. Joan Alison, een van de schrijvers van Everybody comes to Rick's was het echter niet eens met de keus van Bogart, die ze beschouwde als een dronkenlap. Zij had liever Clark Gable gehad.
Ook Ingrid Bergman was eigenlijk vanaf het begin de eerste keuze voor de rol van Ilsa. Ze had anders dan Bogart wel concurrentie. Actrices Edwige Feuillère, Michèle Morgan en Tamara Toumanova waren ook in de race voor de rol. Ook Hedy Lamarr was nog een optie maar zij stond onder contract bij MGM en wilde ook niet meewerken aan een film waarvan het scenario nog niet af was. Ingrid Bergman stond ook elders onder contract, namelijk bij producer David O. Selznick die haar aan het voorbereiden was voor de hoofdrol in For Whom the Bell Tolls welke film zou worden uitgebracht in 1943. Producer Hal B. Wallis stuurde de gebroeders Epstein naar Selznick om hem over te halen Bergman uit te lenen. Selznick ging akkoord toen hij een toelichting op het scenario kreeg. Het verhaal gaat overigens dat Selznick niets van het verhaal begreep en dat Jules Epstein wanhopig uitriep, 'Het is dezelfde rotzooi als Algiers'. Wat vermoedelijk echt hielp was dat Warner Bros. Olivia de Havilland uitleende aan Selznick.
Wallis had moeite met de keuze voor de rol van Victor Laszlo. Er waren geen geschikte buitenlandse acteurs en hij overwoog een keuze te maken uit Herbert Marshall, Dean Jagger en Joseph Cotten. Paul Henreid werd bereid gevonden om Victor Laszlo te spelen. Henreid was in eerste instantie weinig enthousiast. Hij stond onder contract bij Selznick en maakte bezwaar tegen zijn uitlening aan Warner Bros. Henreid was bang dat een ondergeschikte rol zijn carrière als acteur in romantische hoofdrollen zou ondermijnen. Veel van de figuranten en acteurs die een Duitser spelen in de film waren gevluchte Duitse joden of Duitsers die tegen het bewind van de nazi's waren. Ook Conrad Veidt, die een majoor van de SS speelt, was antinazi. Hij moest Duitsland in de jaren dertig ontvluchten omdat de SS hem wilde vermoorden. Voor zijn rol in de film kreeg hij overigens 25.000 dollar voor een opnametijd van vijf weken. Hij was daarmee de best betaalde acteur die in Casablanca meespeelde. 
Ferrari en Ugarte werden gespeeld door Sydney Greenstreet en Peter Lorre, een duo dat later bekend zou komen te staan als "Little Pete-Big Syd". Lorre had al eerder met Bogart en Greenstreet gewerkt en Koch stelde veel vertrouwen in zijn acteerwerk. Hij vond het spijtig dat Lorre's rol zo klein was.
De rol van pianist Sam werd gespeeld door drummer Dooley Wilson. Wilson kon geen piano spelen en imiteerde daarom de handbewegingen van pianist Elliot Carpenter. Aangezien de muziek tegelijkertijd werd opgenomen met de filmopnames zat Carpenter verborgen achter een gordijn, maar wel zo dat Wilson hem kon zien. Overigens scheelde het maar een haar of de rol van Sam was gespeeld door een vrouw. Producent Wallis overwoog om Hazel Scott, Lena Horne of Ella Fitzgerald aan te nemen.

### Regie en camerawerk
Producer Hal B. Wallis had eerst contact met regisseur William Wyler om de regie van Casablanca te doen. Maar Wyler was niet beschikbaar. Wallis besloot toen Michael Curtiz in te huren. Regisseur Howard Hawks vertelde later dat hij eerst was aangezocht voor de regie van Casablanca en dat Curtiz Sergeant York zou regisseren. Curtiz had volgens Hawks weinig trek in zijn project, terwijl hij zelf weinig zag in Casablanca. Tijdens een lunch zouden ze toen van project hebben gewisseld. Curtiz was van Hongaarse afkomst en was sinds begin jaren twintig actief in de VS. Na al die jaren had hij nog altijd een zwaar Hongaars accent wat veel problemen opleverde in de communicatie. Tijdens de opnamen van Casablanca vroeg Curtiz om een 'poodle' aan de rekwisietenafdeling. Een van de medewerkers ging wanhopig op zoek naar een hond, een poedel, terwijl de opnames stil werden gelegd. Toen de goede man uiteindelijk een poedel had gevonden en hem naar de set bracht, barstte Curtiz in woede uit, hij bedoelde een 'puddle of water' (een water- of modderpoel). Curtiz had weinig inbreng in het scenario al probeerde hij er zich wel mee te bemoeien. Hierdoor ontstond het idee dat Casablanca geen echte Curtizfilm was, maar meer een klusje tussendoor. Latere critici, zoals Sidney Rosenzweig, zien Casablanca toch als een typische Curtizfilm waarin hij zijn favoriete thema, de confrontatie van de personages met morele dilemma's, kon laten zien.
Naast Curtiz was er ook een second unit actief. Deze groep werd geleid door Don Siegel en was verantwoordelijk voor de openingsscènes, met de groep vluchtelingen en de scènes waarin de Duitsers Frankrijk binnentrekken. Het camerawerk kwam van cameraman Arthur Ederson die ook de fotografie van The Maltese Falcon had gedaan. Hij filmde met name Ingrid Bergman van haar favoriete linkerkant en besteedde veel aandacht aan haar gezicht door het gebruik van filters.

### Opnames
De opnames moesten beginnen op 10 april 1942, maar door allerlei vertragingen werd pas op 25 mei gestart. Op 3 augustus was men klaar en waren de totale kosten uitgekomen op 1.039.000 dollar, met een geringe budgetoverschrijding van 75.000 dollar. Vrijwel alle opnames werden in de studio gemaakt. Daar was het café van Rick nagebouwd. Het bestond uit drie los van elkaar staande onderdelen, zodat de lay-out niet bepaald was. Voor het decor baseerden de decorontwerpers zich op het echt bestaande Hotel El Minzah in Tanger. Dit was het enige decor dat speciaal voor de film werd gebouwd. Alle andere decors, zoals de straten van Casablanca en Parijs, waren bestaande decors voor de film The Desert Song die werden aangepast. Voor het treinstation in Parijs werd een set gebruikt van de film Now, Voyager (1942). De reden voor het hergebruik was een bouwstop die de overheid oplegde in verband met de oorlog. Voor de scènes die spelen in Parijs werd wat stock footage gebruikt. De eindscène van de film waar Rick, Ilsa en Laszlo op het vliegtuig zet, is beroemd vanwege de mist, die de scène de juiste sfeer geeft. Die mist was echter een truc om te verhullen dat het vliegtuig, een Lockheed Model 12 Electra Junior, eigenlijk een kleinere kopie was van karton. Er werden lilliputters gebruikt om de illusie te geven dat het vliegtuig groter is dan het in werkelijkheid was. De enige scène die buiten de studio werd opgenomen was de aankomst van Major Strasser op het vliegveld. Dit werd gedaan op het toen zo geheten Metropolitan Airport, tegenwoordig bekend als Van Nuys Airport, bij Los Angeles.
Het was belangrijk dat er chemie was tussen de hoofdrolspelers Bogart en Bergman. Ingrid Bergman bereidde zich voor door The Maltese Falcon met Bogart in de hoofdrol meerdere malen te zien. Een probleem deed zich voor toen bleek dat Bogart 5 centimeter kleiner was dan Bergman. Regisseur Michael Curtiz liet zijn hoofdrolspeler op kistjes staan en op kussens zitten tijdens de opnames om zo de illusie te creëren dat Bogart langer was dan tegenspeelster. Helaas raakte hierdoor de continuïteit in de film verstoord en lijkt de lengte van Bogart en Bergman in de film te wisselen. Bogart en Bergman waren overigens niet zo blij met de film. De toenmalige vrouw van Bogart Mayo Methot was vreselijk jaloers op Bergman en beschuldigde haar man constant van overspel. Bogart werd hierdoor zo woedend dat hij geregeld overstuur op de set verscheen. Ondanks alle chemie op het scherm was er tussen de opnames door vrijwel geen contact tussen Bogart en Bergman. Ze spraken nauwelijks met elkaar. Eigenlijk wilden beide acteurs zo snel mogelijk klaar zijn met de film. Ze vonden het scenario belachelijk, met name de dialogen en waren bang dat de film hun carrière zou beschadigen. Bogart keek altijd uit naar een gelegenheid om het samen met Lorre op een drinken te zetten. Ook de roulette op de set van Rick's Place bood een welkome afleiding en bracht Lorre naar eigen zeggen meer geld op dan zijn salaris voor de film.
Toen de opnames waren beëindigd en men met de post-productie bezig was, landden de Amerikaanse troepen in Noord-Afrika. Op 8 november 1942 werd Casablanca ingenomen. De film zelf zou pas in de lente van 1943 in première gaan. Even werd getracht de invasie in de film te noemen, maar de studiobazen vonden dit geen goed idee. Een avant-première toonde aan dat de film zo goed in elkaar zat dat wijzigingen overbodig waren. Jack Warner schoof wel de première naar voren en op 26 november 1942 ging de film in New York in première. De officiële lanceringsdatum was op 23 januari 1943.

### Muziek
Muziek speelt een belangrijke rol in de film. De componist was Max Steiner, die ook de muziek had gecomponeerd voor Gone with the wind. Steiner gebruikte een aantal composities van andere componisten en maakte ook gebruik van eerder werk van hemzelf. Zo komt de muziek die aan het begin van de film voor gespeeld van de film The Lost Patrol uit 1934. Steiner paste het tempo aan en veranderde de instrumentatie. Hij maakte ook gebruik van liedjes van anderen. Te horen zijn, "It Had to Be You" (1924) van Isham Jones en Gus Kahn, "Shine" (1910) van Ford Dabney, Cecil Mack en Lew Brown, "Avalon" (1920) van Al Jolson, Buddy DeSylva en Vincent Rose). Het enige originele liedje was "Knock on Wood" van M.K. Jerome en Jack Scholl.
Het belangrijkste nummer van de film is echter As Time Goes By. Het nummer verbindt Ilsa en Rick en herinnert hen aan de tijd in Parijs. Het werd echter niet speciaal voor de film geschreven. Dit tot groot verdriet van Steiner, die de royalty's aan zich voorbij zag gaan. Hij stelde na de opnames nog aan Hal B. Wallis voor om een ander nummer te schrijven en de scènes waar As Time Goes By een rol in speelt over te doen. Dit wat echter onmogelijk omdat Bergman inmiddels was begonnen aan de opnames voor For Whom the Bells Toll. Voor deze film had ze haar haar kort laten knippen. As Time Goes By stamt uit 1931 en werd geschreven door Herman Hupfeld voor de Broadwayshow Everybody's Welcome uit 1931 waarin zangeres Frances Williams het nummer zingt. As Time Goes By werd de persoonlijke favoriet van Murray Burnett, een van de twee auteurs van Everbody comes to Rick's. Hij verwerkte het nummer in het toneelstuk en voor de filmversie werd -tot verdriet van Steiner- overgenomen. Na de film stond As Time Goes By 21 weken in de hitparade. Het nummer dat in de hitparade kwam was echter niet de filmversie, maar de heruitgave van de in 1931 opgenomen versie van bandleider Rudy Vallée. Als gevolg van een muziekverbod uitgeroepen door de muziekbonden halverwege de oorlog kon de versie uit Casablanca niet gebruikt worden.
In de film zit een zogenaamde slag tussen de volksliederen. In het café van Rick zingen de Duitsers Die Wacht Am Rhein in. De groep vluchtelingen zet de tegenaanval in door de Marseillaise het volkslied van Frankrijk in te zetten.
Aanvankelijk was het de bedoeling dat de Duitsers het Horst Wessellied zouden zingen, maar daar rustte nog auteursrecht op. Die Wacht Am Rhein stamde uit 1840 en bezingt de Duitse standvastigheid tegenover de Fransen die het Rheinland willen binnenvallen en kon vrij gebruikt worden.

## Ontvangst
De film was onmiddellijk een groot succes, en is sindsdien altijd populair gebleven. In de top 250 van de Internet Movie Database staat de film hoog genoteerd. Filmcritici prijzen het charismatische acteren van Bogart en Bergman, die buitengewoon goed op elkaar ingespeeld zijn, de diepe karaktertekening, de knappe regie, de spirituele tekst en de emotionele uitwerking van het werk in zijn geheel.

## Prijzen en nominaties
De film werd in 1943 genomineerd voor acht Oscars waarvan deze er drie won, voor de beste film, voor de beste regisseur en voor het beste scenario gebaseerd op een roman.

## Trivia
- Er bestaat discussie over de regenjas die in de film wordt gedragen door Bogart. Volgens het kledingmerk Burberry werd deze speciaal door hen voor Bogart geproduceerd. Om dit gegeven extra kracht bij te zetten, heeft het Britse bedrijf op zijn website een foto uit de film op de geschiedenispagina gezet. De zoon van Humphrey Bogart nam hierop een advocaat in de arm: hij vond dat Burberry hiermee geheel onwettig de portretrechten van zijn vader geschonden had. Niet alleen vanuit commercieel standpunt, maar ook, omdat Humprey Bogart volgens zijn zoon privé en in de film een trenchcoat droeg van het rivaliserende Britse merk Aquascutum.[5]
- Het filmaffiche is vervaardigd door Amerikaans grafisch ontwerper Bill Gold in 1942, toen nog werkzaam voor Warner Bros. in New York.[6] De poster werd in eerste instantie afgekeurd, omdat deze niet prikkelend genoeg was, waarop hij de hoofdpersoon met een pistool in de hand afbeeldde.